# Spice Islander I
Die Spice Islander I war eine tansanische RoPax-Fähre, die am 10. September 2011 zwischen den 50 km voneinander entfernten Inseln Unguja und Pemba im Sansibar-Archipel havarierte. Bei dem Unglück kamen über 1500 Menschen ums Leben. Damit handelte es sich um die größte Schiffskatastrophe Tansanias, bei der noch mehr Menschen umkamen als beim Untergang der Bukoba auf dem Victoriasee im Jahr 1996.

## Geschichte

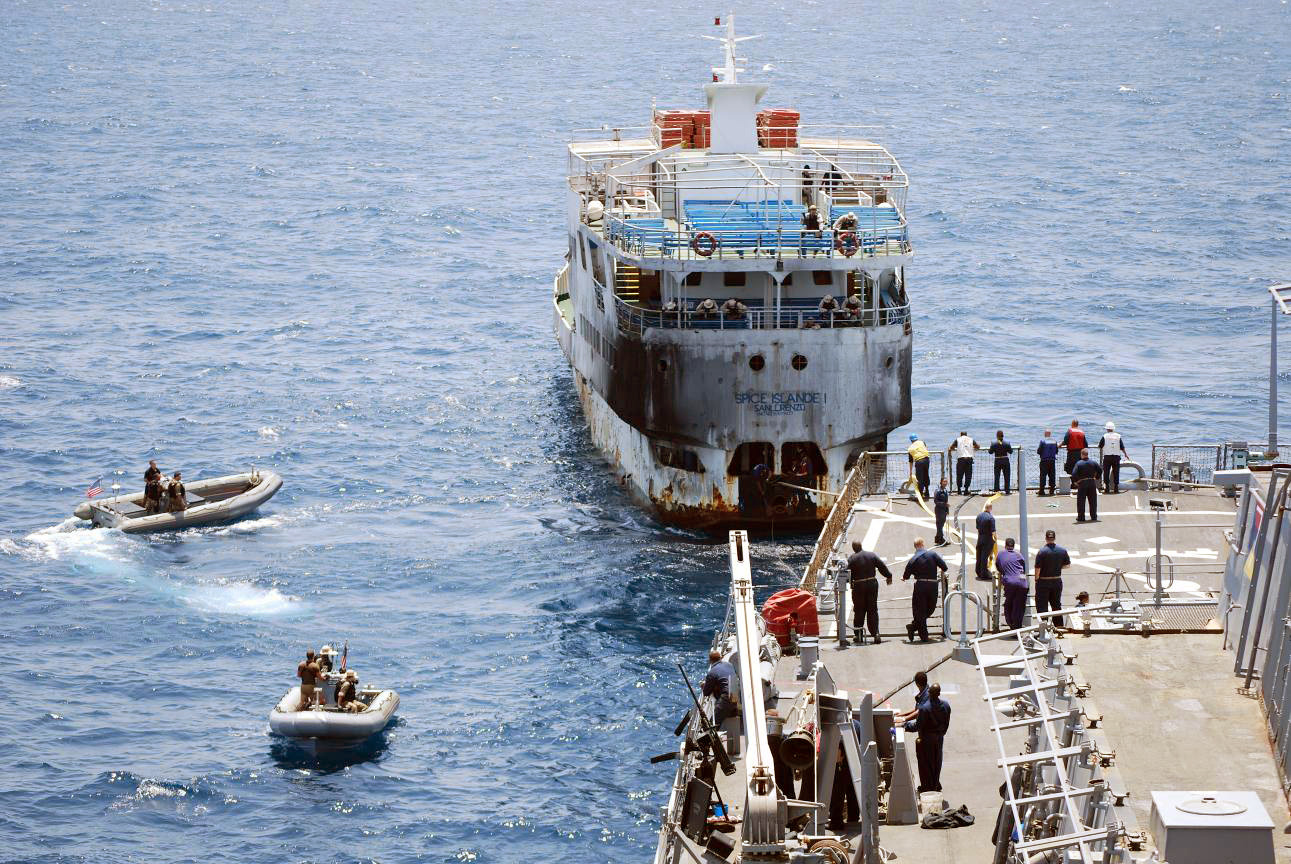
Die Spice Islander I im Schlepp der Stout (2007)

Das 60 Meter lange und 11,4 Meter breite Schiff wurde 1967 in Griechenland als Landungsfahrzeug gebaut und fuhr zunächst unter dem Namen Marianna. Vor oder im Jahr 1976 wurde es in Apostolos P umbenannt. Innerhalb der Hafenstadt Piräus fand in den 1980er Jahren ein Besitzerwechsel von Thelogos P Naftiliaki zu Apostolos Shipping statt. In den 1990er-Jahren erwarb es das Unternehmen Saronikos Ferries für den Linienverkehr auf der Strecke Piräus–Ägina–Angistri. 2005 fuhr das Schiff für Hellenic Seaways. 2007 kaufte die tansanische Reederei Makame Hasnuu die Fähre und benannte sie in Spice Islander I um.
Am 25. September 2007 erlitt das Schiff während einer Überführungsfahrt von Oman nach Tansania ohne Passagiere vor der Küste Somalias einen durch verunreinigten Treibstoff verursachten Motorausfall. Der US-amerikanische Zerstörer Stout von der internationalen Sicherungsflotte sicherte das manövrierunfähige Schiff, versorgte die zehnköpfige Besatzung mit frischem Wasser und Proviant und ersetzte ca. 30.000 Liter des Treibstoffs. Danach konnte das Schiff seine Fahrt fortsetzen.

## Untergang
Die Spice Islander I havarierte am 10. September 2011 gegen 1 Uhr Ortszeit zwischen den zum Sansibar-Archipel gehörenden Inseln Unguja und Pemba an einer tiefen Stelle mit starker Strömung. Die Unglücksstelle befand sich außerhalb der Nungwi Bay, etwa 25 Kilometer von Stone Town (Sansibar) entfernt. Das Schiff hatte die auf Unguja gelegene Hafenstadt am 9. September um 21 Uhr verlassen. Ersten Medienberichten zufolge hatten sich an Bord des Schiffes, das für ca. 650 Passagiere und 45 Besatzungsmitglieder zugelassen war, mindestens 800 Menschen befunden. Der Minister für Katastrophenschutz, Mohamed Aboud, bestätigte, dass das Schiff maximal „etwa 600 Menschen“ befördern durfte, sich in der Unglücksnacht aber auch nicht registrierte Passagiere Zugang zu dem Schiff verschafft hatten. Nach seinen Angaben kamen 197 Menschen bei dem Unglück ums Leben, während 619 Menschen gerettet werden konnten. Später wurde die Zahl der Todesopfer auf 203 korrigiert.
Eine Woche nach dem Unglück trat die tansanische Tageszeitung The Guardian den offiziellen Angaben entgegen und behauptete, an Bord des Schiffes hätten sich mehr als 2000 Passagiere befunden. Sie berief sich auf Beamte der Regionalverwaltung in Nord-Pemba, die erklärt hätten, dass allein in ihrem Bezirk 1600 Menschen betroffen seien, darunter 1141 Menschen aus dem Gebiet um den Ort Wete. Am 14. Oktober 2011, gut einen Monat nach der Havarie, nannte die Regierung Sansibars völlig neue Zahlen. Vizepräsident Seif Ali Iddi informierte das Repräsentantenhaus darüber, dass 3586 Menschen an Bord der Spice Islander I gewesen seien. 2967 Menschen waren seinen Angaben zufolge getötet worden oder galten als vermisst. Er bestätigte, dass 203 Leichen geborgen und 619 Menschen gerettet worden waren. 2012 wurde die Opferzahl erneut korrigiert und nun mit 1529 Menschen angegeben.
Nach Augenzeugenberichten war das Schiff, das in Daressalam gestartet war, schon bei der Ankunft in Unguja mit Frachtgut – unter anderem Fahrzeugen, Lebensmitteln, Zement und anderen Baumaterialien – überladen. Zugelassen war eine Last von 425 Tonnen. Kurz vor dem Untergang begann das Schiff zu schlingern und bekam Schlagseite.
Die Rettungsarbeiten konnten aufgrund der Dunkelheit erst am nächsten Morgen beginnen. An den Maßnahmen beteiligten sich neben der tansanischen Marine auch südafrikanische Taucher und britische Helikopter. Fischer und Ferienresorts auf Sansibar stellten ihre Motorboote und Tauchausrüstungen zur Verfügung. Die Behörden bestätigten, dass die meisten Toten aus Pemba stammten. Unter ihnen waren zahlreiche Familien, die von ihrem Urlaub zum Ende des Ramadan nach Hause zurückkehren wollten. Ausländische Feriengäste waren nicht an Bord des Schiffes.
Nach dem Unglück ordnete die Regierung Sansibars eine dreitägige Staatstrauer an. Im Stadion der Insel Unguja versammelten sich am Morgen nach dem Unglück die Hinterbliebenen der Opfer zu einer Trauerfeier. Bereits eine Woche nach der Havarie erhoben die Justizbehörden Anklage gegen vier Personen, darunter in Abwesenheit gegen den Kapitän des Schiffes, der zu jenem Zeitpunkt noch vermisst wurde. Im März 2020 wurden alle zwölf Angeklagten, darunter der Erste Offizier, der Erste Maschinist sowie Teilhaber der Betreiberreederei Visiwani Shipping Company vom Obersten Gerichtshof aus Mangel an Beweisen freigesprochen.